# Вулиця Олександра Поля
Вулиця Олександра Поля (до 2016 — вулиця Жовтнева) — вулиця у Центрально-Міському районі Кривого Рогу. Розташована на території історичного центру Кривого Рогу. Починається від Поштового проспекту й простягається до пров. Пулківського.  Загальна довжина вулиці становить 800 м.

## Історія
Одна із найстаріших вулиць Кривого Рогу — закладена у 1880-х роках. Історична дореволюційна назва - Базарна вулиця. З 1919 називалася Жовтнева вулиця. Нинішню назву отримала у 2016 році  на честь Олександра Поля, тісно пов'язаного із Кривим Рогом.

## Характеристика
Двостороння односмугова асфальтована вулиця, раніше бруківка . Загальна довжина вулиці становить 800 метрів, ширина – 12 метрів  . Площа 9,6 тис. м². Має 18 будинків. Починається від Поштового проспекту та простягається до Новоросійської вулиці.

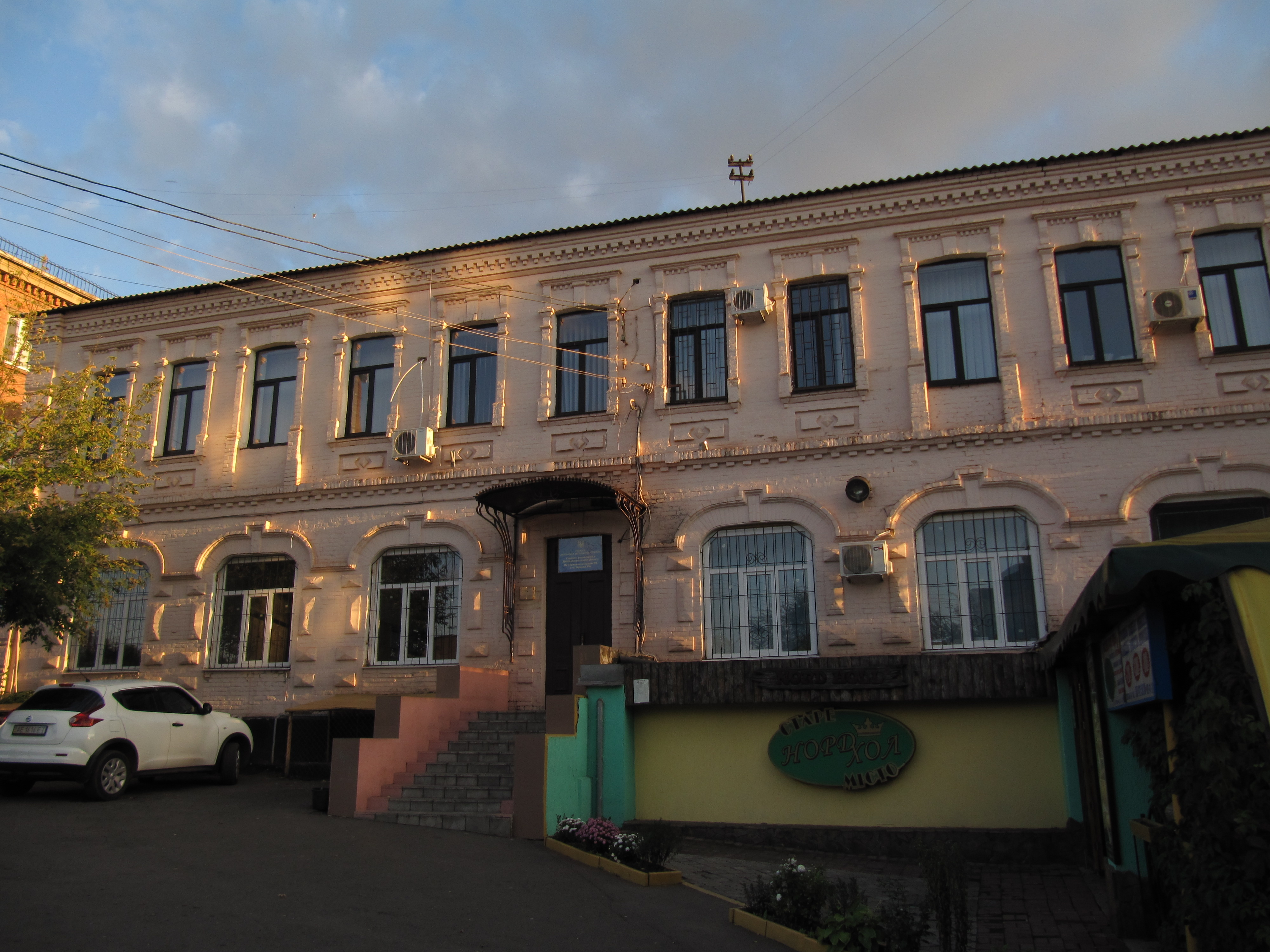
Будинок, в якому засідала Рада робітничих, селянських та солдатських депутатів 1917-1918 та 1919 рр.